# Beyond the Gates
Beyond the Gates to drugi album studyjny amerykańskiej grupy deathmetalowej Possessed. Płyta ukazała się 31 października 1986 roku nakładem Relativity Records.

## Lista utworów
1. „Intro” – 1:23
2. „The Heretic” – 2:40
3. „Tribulation” – 4:48
4. „March to Die” – 3:12
5. „Phantasm” – 4:23
6. „No Will to Live” – 6:47
7. „Beyond the Gates” – 2:55
8. „The Beasts of the Apocalypse” – 3:13
9. „Seance” – 3:03
10. „Restless Dead” – 2:59
11. „Dog Fight” – 1:23

## Twórcy
- Jeff Becerra – śpiew, gitara basowa
- Mike Torrao – gitara
- Larry LaLonde – gitara
- Mike Sus – perkusja